# Trogon à tête rouge
Harpactes erythrocephalus
Espèce
Statut de conservation UICN

 LC  : Préoccupation mineure
Le Trogon à tête rouge (Harpactes erythrocephalus) est une espèce d'oiseau de la famille des Trogonidés.

## Description
Le trogon à tête rouge mesure de 31 à 36 cm.

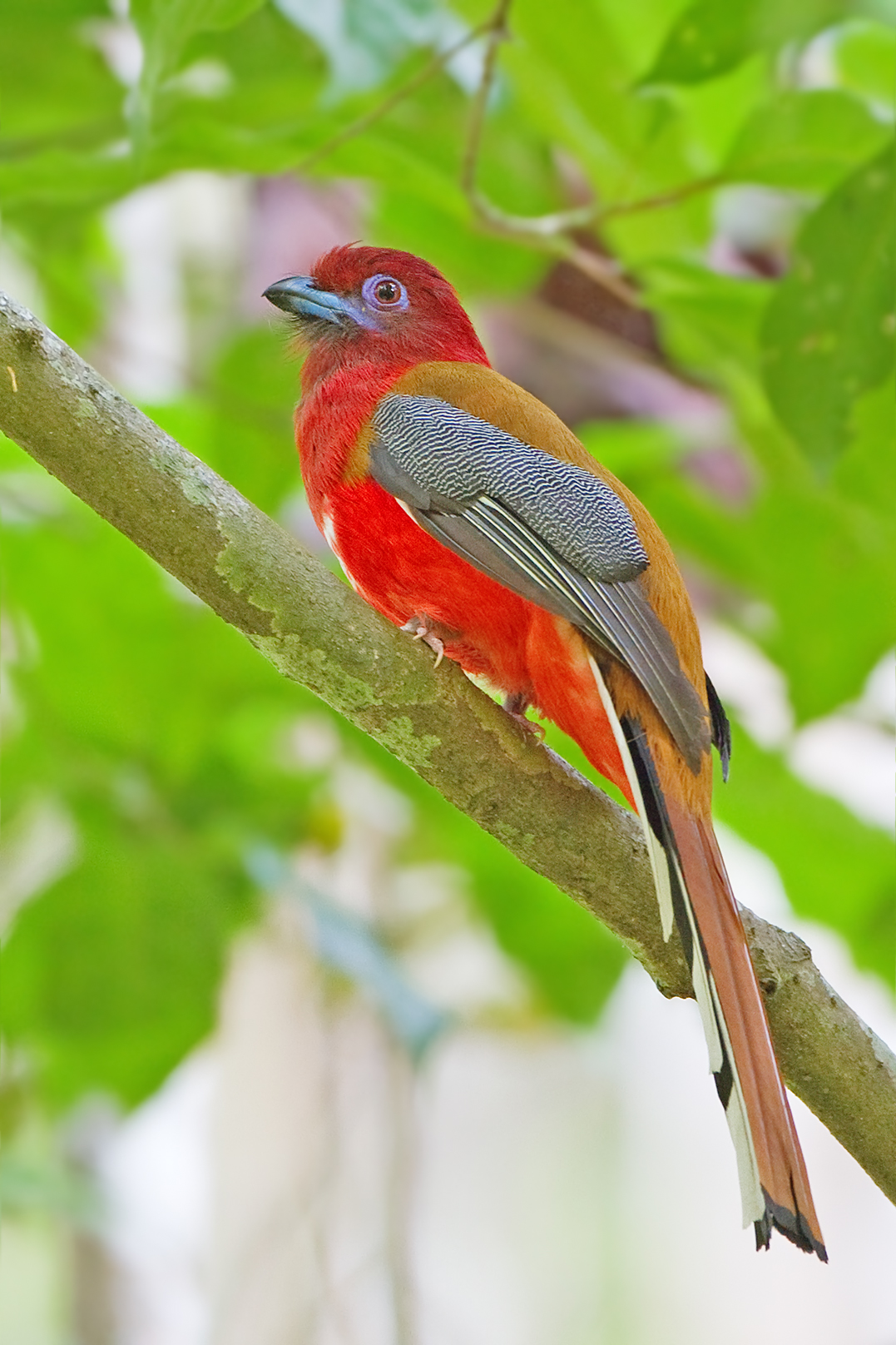
Trogon à tête rouge, parc national de Khao Yai, Thaïlande

Son activité est maximal le matin

## Répartition
Il peuple le nord-est du sous-continent indien, le sud de la Chine et de manière diffuse toute l'Asie du Sud-Est.

## Habitat
Ses habitats naturels sont les forêts humides des terres basses tropicales ou subtropicales et les montagnes humides tropicales ou subtropicales.

## Alimentation
Le Trogon à tête rouge se nourrit d'insectes et de leurs larves ainsi que de feuilles et de fruits.

## Reproduction
Les couples font leur nid dans des trous naturels d'arbres. Le mâle et la femelle incubent les œufs et prennent soins des petits.